# Simfonija št. 5 (Prokofjev)
Sergej Prokofjev: Simfonija št. 5, B dur, op. 100 (1944)
Simfonija velja za skladateljevo najtehtnejše simfonično delo. Sam je o njej dejal: »Peto simfonijo sem zasnoval z namenom poveličati človeškega duha. Hotel sem opevati svobodnega in poštenega človeka, njegove sile in čistega duha. Ne morem reči, da sem si namenoma izbral tako temo. Nastala je v meni in je terjala izraz.« Leta 1945 (delo je bilo pod vodstvom samega skladatelja z velikim uspehom prvič izvedeno v Moskvi 13. januarja 1945) ni nihče niti pomislil, da bi jo interpretiral drugače kot umetniški dokument vere v človeka, kot glasbeno prispodobo zmage dobrega nad zlim. Razlage glasbenih tekstov pa so dvomljive in marsikdaj povedo več o tistem, ki razlaga, kot o tistem, kar naj bi razložile. Če si 5. simfonijo Prokofjeva skušamo razložiti kot boj med silami luči in silami teme, se izkaže, da zmagoslavje dobrega v njej nikakor ni neskaljeno in popolno. 
V prvem stavku se sredi razvoja vznesene prve teme iz spremljave iztrga tesnobo vzbujajoča nasprotna tema. Tudi druga glavna tema po gibkem toku v godalih in pogumnemu odporu podleže njenemu vplivu. Izpeljava se spremeni v boj med nasprotujočimi si glasbenimi idejami, ki naj bi se razrešil, ko trobila v junaškem poskusu ponovno razglasijo prvo témo. Le-ta se skozi vso reprizo bori, da bi se dvignila iz zvočne mase, končno pa omaga in resignira v čisto godalno melodijo. Stavek sklene triumfalni izbruh temnih zvočnih barv. 
Drugi stavek se začne s šaljivo temo ob preprosti ritmični spremljavi, ki ji sledijo plesno obarvane variacije. Vanje se ponovno prikrade uvodni scherzo s šablonskim ritmom, postopoma zbira sile in se spremeni v frenetično, od presunljivih disonanc gnano gibanje, ki se iznenada ustavi, kot da bi vlak trčil v kamnit zid. 
Melodija Adagia se vznemirljivo izogiba z uvodnim motivom predpisanemu ritmu. Žalostinka v godalih se izmenjuje z glasbo slovesnega sprevoda. Sledi groteskna pogrebna koračnica, ki doživi vrhunec v ponovitvi do neprepoznavnosti disonantno obloženega uvodnega motiva. Ko se tesnoba poleže, se iz mraka dvigne melodija z začetka stavka, kot šepet o daljni, idealni deželi. 
V 4. stavku se kmalu po uvodnem resnobnem citatu iz 1. stavka  sproži igriv rondo, ki se do odrezavega konca razvija v vedno bolj neizprosnem diru. Genij Prokofjeva je ustvaril vznemirljivo večplastno umetnino, ki je nikakor ne moremo enostransko razlagati. Visoka umetnost ne daje nedvoumnih izjav, je neodvisna in zavezana le lastnim pravilom, zato jo totalitarna pamet dojema kot motnjo. Tudi svetovni uspeh 5. simfonije (izvedbi v Moskvi so sledile uspešne predstavitve v Leningradu, Parizu in New Yorku) Prokofjeva leta 1948 ni obvaroval pred napadi in preganjanjem med kampanjo Stalinovega kulturnega ministra Ždanova, uperjeno proti kulturnim ustvarjalcem. Takrat so že hudo bolnega skladatelja prisilili (»prepričali« so ga tako, da so zaprli njegovo prvo ženo in vtaknili v sirotišnico njunega otroka), da se je v odprtem pismu zvezi sovjetskih skladateljev sam obtožil formalističnega odklona in atonalnosti. Kot opravičilo in dokaz za svoje kesanje je navedel svoj balet Romeo in Julija, himno, ki jo je bil zložil Stalinu v čast, in Peto simfonijo.